# Vitória da França (1556)
Vitória da França (em francês:  Victoire de France; Fontainebleau, 24 de junho de 1556 – Amboise, 17 de agosto de 1556), ela e sua irmã gêmea Joana foram as crianças mais novas dos filhos de Henrique II da França e da sua consorte Catarina de Médici. Ao nascer, foi nomeada Filha da França.
O parto de sua mãe ocorreu em 24 de junho de 1556. Embora sua irmã gêmea Joana tenha morrido no ventre, a princesa Vitória sobreviveu ao nascimento - apenas para morrer um pouco mais de um mês depois.
Como o nascimento das gêmeas quase custou a vida de sua mãe, o médico do rei aconselhou o rei que não deveria ter mais filhos; portanto, seu pai parou de visitar o quarto de sua mãe e passou todo o tempo com sua amante de longa data, Diana de Poitiers.